# John Ashbery

Firma di John Ashbery

John Lawrence Ashbery (Rochester, 28 luglio 1927 – Hudson, 3 settembre 2017) è stato un poeta statunitense.

## Biografia
Considerato il massimo esponente della scuola poetica newyorkese, svolge la propria opera artistica principalmente in un ambito meditativo, nel quale riesce a far confluire linguaggi e stili contemporanei, sovente derivati dal mondo dei mass-media ovvero dalla cinematografia e dallo spazio colloquiale quotidiano, restando sempre correlato al mondo urbano newyorkese che fa da sfondo ai tratti poetici.
Autore di oltre venti libri di poesia, è stato insignito di numerosi premi e riconoscimenti, tra cui il Premio Pulitzer per la poesia, il National Book Award, il Premio Bollingen per la poesia e il riconoscimento dell'Accademia dei Lincei; è stato il primo poeta di lingua inglese a vincere il Grand Prix de Biennales Internationales de Poésie di Bruxelles e, nel 1992, ha vinto il Premio Internazionale Feltrinelli per la poesia.
È stato professore di Languages and Literature al Bard College, e ha vissuto tra New York e Hudson.
Il suo primo libro pubblicato in Italia fu Autoritratto in uno specchio convesso (Garzanti, 1983), con un'introduzione di Giovanni Giudici e traduzione di Aldo Busi, per il quale Ashbery ricevette ben tre prestigiosissimi premi: il Pulitzer Prize, il National Book Award e il National Book Critics Circle Award.
Alla pubblicazione della pluripremiata raccolta seguì quella di Syringa e altre poesie, del 1999; Aldo Busi, dopo averne fatto il soggetto della propria tesi di laurea, fu il primo a farlo conoscere al pubblico italiano grazie alla sua raffinata traduzione. 
Luca Sossella editore nel 2008 ha pubblicato un'antologia Un mondo che non può essere migliore. Poesie scelte 1956-2007.
È stato socio straniero dell'Accademia dei Lincei.
Nel 1999 è stato insignito del titolo di "duca di Convexo", dal Sovrano del Regno di Redonda.

## Raccolte poetiche
- Turandot and other poems (1953)
- Some Trees (1956), vincitore dello Yale Younger Poets Prize
- The Tennis Court Oath (1962)
- Rivers and Mountains (1966)
- The Double Dream of Spring (1970)
- Three Poems (1972)
- The Vermont Notebook (1975), poemi in prosa illustrati
- Self-portrait in a Convex Mirror (1975), vincitore del Pulitzer Prize, del National Book Award e del National Book Critics Circle Award
  -  Autoritratto in uno specchio convesso, traduzione di Aldo Busi, introduzione di Giovanni Giudici, Collezione i Garzanti Poesia, Milano, Garzanti, 1983, ISBN 881-16-375-54.
  -  Autoritratto entro uno specchio convesso, traduzione di Damiano Abeni, con uno scritto di Harold Bloom, Collezione Capoversi, Milano-Firenze, Bompiani, 2019, ISBN 978-88-452-9765-6.
- Houseboat Days (1977)
- As We Know (1979)
- Shadow Train (1981)
- A Wave (1984), vincitore del Lenore Marshall Poetry Prize e del Bollingen Prize
- April Galleons (1987)
- Flow Chart (1991), poema
- Hotel Lautréamont (1992)
- And the Stars Were Shining (1994)
- Can You Hear, Bird? (1995)
- The Mooring of Starting Out: The First Five Books of Poetry (1997)
- Wakefulness (1998)
- Girls on the Run (1999), poema ispirato dall'opera di Henry Darger
- Your Name Here (2000)
- As Umbrellas Follow Rain (2001)
- Chinese Whispers (2002)
- Where Shall I Wander (2005) (finalista al National Book Award)
- Notes from the Air: Selected Later Poems (2007) (vincitore nel 2008 dell'International Griffin Poetry Prize)
- A Worldly Country (2007)
- Planisphere (2009)
- Collected Poems 1956-87, Carcanet Press, 2010, curatela di Mark Ford
- Quick Question (2012)
- Breezeway (2015)
- Commotion of the Birds (2016)
- They Knew What They Wanted: Collages and Poems (2018)